# Paratemnoides elongatus
Paratemnoides elongatus är en spindeldjursart som först beskrevs av Banks 1895.  Paratemnoides elongatus ingår i släktet Paratemnoides och familjen Atemnidae. Inga underarter finns listade i Catalogue of Life.